# Melanie Kinnaman
Melanie Kinnaman (ur. 18 grudnia 1953 w Holyoke w stanie Massachusetts, USA) – aktorka filmowa i telewizyjna oraz profesjonalna tancerka estradowa. Od 1 stycznia 2007 roku żona Ernesta Millera.
W 1985 roku wystąpiła w horrorze Danny'ego Steinmanna Piątek, trzynastego V: Nowy początek. W 1989 roku zagrała w jednym odcinku sitcomu Zdrówko. W 2013 roku pojawiła się we własnej osobie w filmie dokumentalnym Crystal Lake Memories: The Complete History of Friday the 13th.
Pracuje jako aktorka teatralna.